# Andrea Fendt
Andrea Fendt, née le 31 janvier 1960 à Bischofswiesen, est une lugeuse allemande. 

## Carrière
Elle est médaillée d'argent aux Championnats du monde de luge en 1978 en simple à Imst et termine 12e en simple aux Jeux olympiques d'hiver de 1980 à Lake Placid. Elle termine deuxième de la Coupe du monde de luge en 1978.

## Famille
Son frère Josef Fendt est aussi un lugeur.